# 安田美沙子
安田美沙子（1982年4月21日—），日本女藝人。京都府宇治市出身。原屬於Artist-house Pyramid經紀公司藝人，2020年3月，宣布離開經紀公司，與經紀公司進行官司訴訟。

## 經歷
2014年3月14日，安田在部落格公開結婚消息，對象為大其三歲的服裝設計師下鳥直之。

## 個人生活
有一個異卵雙胞胎弟弟。2020年2月23日，第二個孩子出生。

## 演出

### 写真集
- Hachi一潜水员 （富士电视台， 2008年 ）
- 损失时间生命 （富士电视台， 2008年 ）安田美沙子京佤谷日Rokuji（富士电视台，2008年 ）
- 尔乔希安娜Icchokusen （东京电视台，2007年）
- 晚上到Oyobi （ NTV电视台， 2006年）
- 一番Kurai没有华Yoake抵押协会 （东京电视台， 2006年）
- 火箭男孩（东京电视台， 2006年）
- (TV Asahi, 2005) （朝日电视台， 2005年）
- 开进二重Menso Kohen （ NTV电视台， 2004年）

### 电影
- ルナハイツ（2005年12月24日） 主演・大月まどり 役
- ザ・コテージ（2006年9月9日） - 主演・高村志保 役
- ルナハイツ2（2006年12月23日） - 主演・大月まどり 役
- 荒くれKNIGHT（2007年4月28日） - 三井雏子 役
- 生命最後一個月的花嫁（2009年5月9日）-花子 役

### 電視劇
- 塩カルビ（2002年10月、テレビ神奈川） - ベッピン 役
- 乱歩R（2004年3月、よみうりテレビ）
- いちばん暗いのは夜明け前（2005年7月 - 9月、テレビ东京） - ナオコ 役
- 熟年离婚（2005年10月 - 12月、テレビ朝日） - 土田友纪 役
- 一周间の恋（2006年1月、TBS） - 斉藤爱 役
- 叫我CA!（2006年7月、NTV） 星菜菜美川 役
- 真正的犯人~心理特搜事件（2011年1月、EX）- 六条舞 役